# Miguel Narros
Miguel Narros Barrios (Madrid, 7 de noviembre de 1928 - Madrid, 21 de junio de 2013) fue un director teatral español.

## Biografía
Tras cursar estudios en el Real Escuela Superior de Arte Dramático de Madrid, se traslada a Francia para completar su formación. Más tarde llega a ganar cátedra en la mencionada Real Escuela Superior de Arte Dramático. 
Como director teatral comienza su actividad en el Teatro Español Universitario (T.E.U.). Posteriormente impulsa junto a William Layton (y más tarde también con José Carlos Plaza), varios proyectos teatrales en Madrid; cronológicamente: el Teatro Estudio de Madrid (TEM) entre 1961 y 1968, el Teatro Experimental Independiente (TEI) de 1968 a 1978 y el Teatro Estable Castellano (TEC), entre 1978 y 1980.
En 1971 dirigió el Auto Sacramental El hospital de los locos de José de Valdivieso en el teatro Repertorio Español en la ciudad de Nueva York por invitación de René Buch, Director Artístico y Gilberto Zaldívar, Productor Ejecutivo.
Ha sido Director del Teatro Español en dos ocasiones. Entre 1966 y 1970 y entre 1984 y 1989.
Falleció el 21 de junio de 2013 en el Hospital Universitario Quirón Madrid por una afección pulmonar.

## Obras dirigidas (selección)
- Fedra (1957)
- La rosa tatuada (1958)[2]
- Las tres hermanas (1960)
- La señorita Julia (1961)
- El villano en su rincón (1964)
- Numancia (1966)
- El rey Lear (1967)
- Las mujeres sabias (1967)
- Las mocedades del Cid (1968)[3]
- El rufián castrucho (1968)
- Medida por medida (1969)[4]
- El sí de las niñas (1969)[5]
- El condenado por desconfiado (1970)
- La marquesa Rosalinda (1970)
- Hedda Gabler (1971)
- Los gigantes de la montaña (1977)
- Así que pasen cinco años (1978)
- Seis personajes en busca de autor(1982)
- El castigo sin venganza (1985)[6]
- El concierto de San Ovidio (1986)
- El sueño de una noche de verano (1986)[7]
- La malquerida (1988)
- Largo viaje hacia la noche (1988)
- La Gallarda (1992)
- Casi una diosa (1993)
- A puerta cerrada (1993)
- Los bellos durmientes (1994)
- El yermo de las almas (1996)
- La vida que te di (1998)
- La Estrella de Sevilla (1998)
- Panorama desde el puente (2000)
- Tío Vania (2002)
- Doña Rosita la soltera (2004)
- Salomé (2005)
- Así es (si así os parece) (2006)
- La cena de los generales (2009)
- Los negros (2010)
- Yerma (2013)
- La dama duende (2013)
- ¿Quiere usted jugar con mí?
- Antígona
- Don Juan Tenorio
- El auto de la pasión
- El burlador de Sevilla
- El caballero de Olmedo
- El triunfo del amor
- Historia de un soldado
- La dama boba
- La dama duende
- La paz
- La posadera
- Réquiem por una mujer
- Sabor a miel
- Soledad
- Y sin embargo te quiero...

## Premios
- Medalla de oro de la ciudad de Valladolid (en tres ocasiones)
- Premio Nacional de Teatro (en dos ocasiones)
- Premio el espectador y la crítica (en dos ocasiones)
- Caballero de La Orden de las artes y letras de Francia
- Premio Comunidad de Madrid
- Premio Festival de Almagro
- Premio Fuente de Castalia en 2013[8][9]

### Premios Maxde las Artes Escénicas
- Premio Max de Honor 2009
- Premio Max Mejor Dirección de Escena (2002) por Panorama desde el puente.
- Premio Max a Mejor Figurinista (2005) por Doña Rosita la soltera (compartido con Andrea D’Odorico).
- Finalista al Premio Max a Mejor Figurinista (2000) por La Estrella de Sevilla.
- Finalista al Premio Max a Mejor Adaptación de Obra Teatral (2004) por El sueño de una noche de verano (compartido con Eduardo Mendoza).
- Finalista al Premio Max a Mejor Figurinista (2004) por El sueño de una noche de verano.